# Smilax outanscianensis
Smilax outanscianensis là một loài thực vật có hoa trong họ Smilacaceae. Loài này được Pamp. miêu tả khoa học đầu tiên năm 1911.